# 서울청룡초등학교
서울청룡초등학교(서울靑龍初等學校)는 대한민국 서울특별시 관악구에 있는 공립 초등학교이다.

## 학교 연혁
- 1985년 7월 10일: 서울청룡국민학교 설립
- 1985년 9월 7일: 관악 국교 1227명, 안현 403명, 총 1603명 인수
- 1985년 10월 18일: 서울청룡국민학교 개교(30학급 편성, 1~5학년)
- 1996년 3월 1일 서울청룡초등학교로 교명 개칭
- 2025년 10월 18일: 개교 40주년

## 참고 자료
- 서울청룡초등학교 - 한국교육학술정보원 학교알리미